# موزه دولتی مردم‌شناسی گنجه
موزه دولتی مردم‌شناسی گنجه (انگلیسی: Nizami Ganjavi Ganja State History-Ethnography Museum) یک موزه در شهر گنجه است که در سال ۱۹۲۴ میلادی بنیان‌گذاری شد.